# Trop jeune pour mourir
Trop jeune pour mourir est le troisième album du rappeur Stomy Bugsy sorti en 2000. Il laisse clairement exprimer son influence américaine et notamment West Coast, un album très inspiré par le rappeur américain 2Pac à qui il est dédié avec un visuel où il pose comme lui. 

## Titres de l'album
- 1 - Trop jeune pour mourir - 4:17
- 2 - La Bug's Life - 4:37
- 3 - Incendie dans mon paradis 4:46
- 4 - Aucun dieu ne pourra me pardonner / Feat. Nadiya - 6:18
- 5 - Bumpy Dog - 4:57
- 6 - Une tombe à la place du cœur / Feat. Jacques Dutronc - 4:39
- 7 - Black Pimp Fada - 5:45
- 8 - On s'en sortira 4:58
- 9 - Le Plan B-1 (La Guérilla) / Feat. Passi & Hamed Daye - 5:01
- 10 - Pour ma Mama - 5:09
- 11 - Show-Show - 4:58
- 12 - Mets ta tête dedans / Feat. Karl The Voice - 4:36
- 13 - Ah! Si j'étais dans le Show-Business - 4:24
- 14 - Je suis dedans - 4:49

## Singles extraits
- Aucun dieu ne pourra me pardonner b/ Show-Show
- Black Pimp Fada b/ Attrapez-le
- On s'en sortira b/ Le Plan B

## Classements
| Pays   | Meilleure position | Semaines classées |
| ------ | ------------------ | ----------------- |
| France | 18                 | 6                 |

## Référence
1. ↑  lescharts.com